# Joachim Fritz-Vannahme

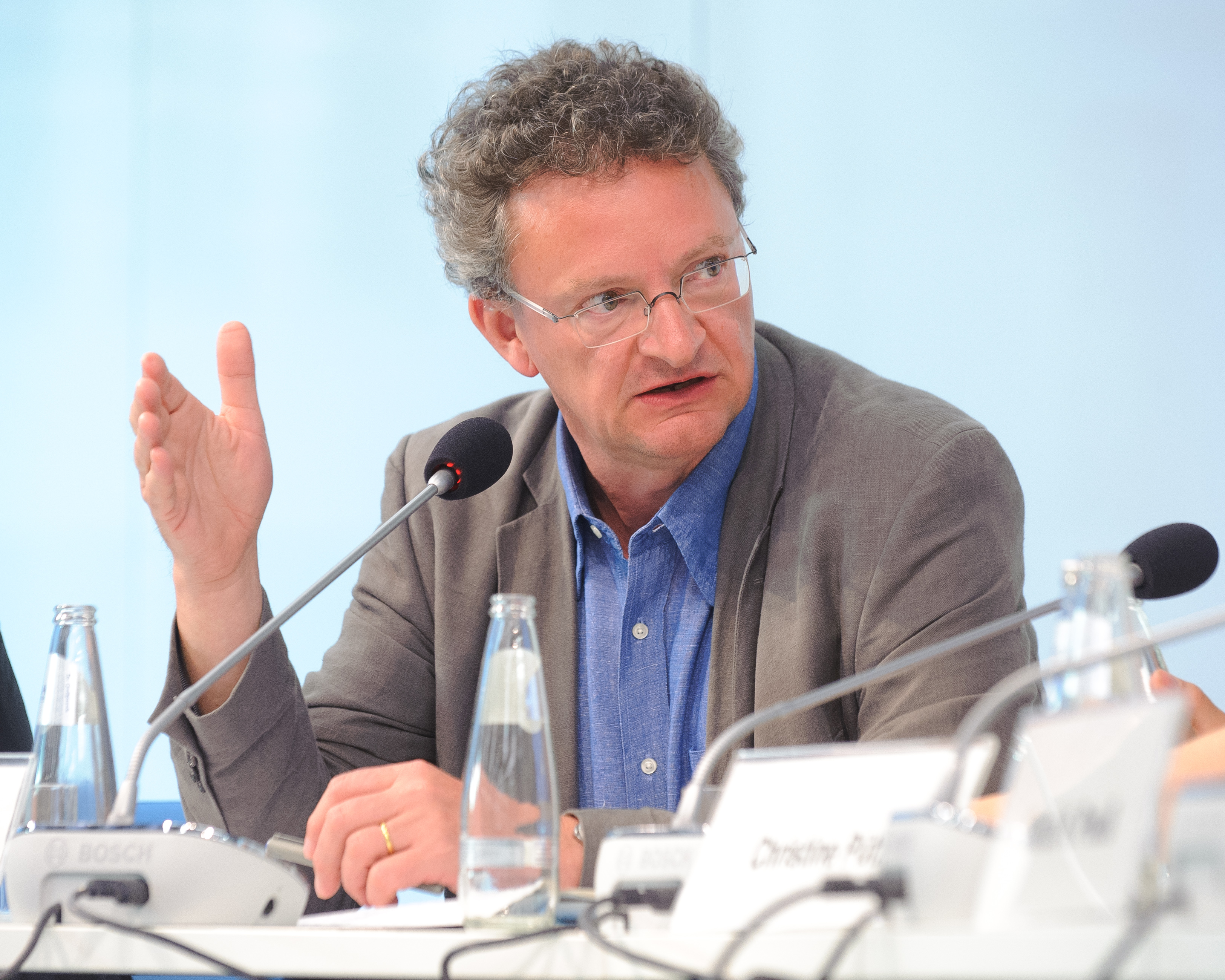
Joachim Fritz-Vannahme, 2012

Joachim Fritz-Vannahme (* 15. März 1955 in Halle (Saale)) ist ein deutscher Journalist und Autor politischer Sachbücher mit dem Schwerpunkt Europa.

## Werdegang
Fritz-Vannahme studierte Geschichte, Politikwissenschaften und Germanistik an der Albert-Ludwigs-Universität Freiburg Anschließend absolvierte er ein Volontariat bei der Badischen Zeitung in Freiburg und war dort von 1983 bis 1988 Frankreich-Korrespondent.
Danach arbeitete er für Die Zeit, u. a. als Korrespondent in Paris und Bonn sowie als Europa-Korrespondent in Brüssel; als Leiter der Ressorts Wissen und Politik sowie von 1995 bis 1999 als stellvertretender Chefredakteur.
Von 2001 bis 2009 fungierte er als Vertreter des Medienbereichs im deutsch-französischen Kulturrat.
Seit 2007 ist er Direktor des Programms Europas Zukunft der Bertelsmann Stiftung.

## Veröffentlichungen (Auswahl)
- Das neue Paris. Edition Harenberg, Dortmund 1991 (weitere Auflagen 1992, 1995).
- Freiheit, Gleichheit, Solidarität. Bertelsmann, Gütersloh 2012.
- The Arab spring. Bertelsmann, Gütersloh 2012.
- The Asian-European agenda. Bertelsmann, Gütersloh 2012.
- Wozu heute noch Soziologie? Ein Streit aus Die Zeit. Herausgegeben und resümiert von Joachim Fritz-Vannahme. Leske & Budrich, Opladen 1996, ISBN 3-322-97370-0 (zweite Auflage 2012, urn:nbn:de:1111-201206171643).